# Adrienne Krysl
Adrienne Krysl (geboren am 10. März 1988 in Winterthur) ist eine Schweizer Fussballspielerin und -trainerin. Sie spielte in der Fussballnationalmannschaft sowie in der Beachsoccernationalmannschaft. 2016 war sie Mitgründerin der Frauenfussballmannschaft des FC Winterthur und war bis 2023 deren Trainerin. Im August 2023 wechselte sie als Ressortleiterin Frauenfussball und Trainerin der Liechtensteinische Fussballnationalmannschaft der Frauen zum Liechtensteiner Fussballverband. 

## Karriere
Krysls Eltern kamen 1982 aus der Tschechoslowakei in die Schweiz. Im Alter von sieben Jahren begann sie beim FC Seuzach Fussball zu spielen und wurde mit zwölf Jahren zuerst in die Zürcher U13- und später U15-Regionalauswahl aufgeboten.
Mit 15 wechselte sie zum FC Schwerzenbach/GC in die Nationalliga A. Während der Zeit bei GC spielte sie auch in den Schweizer U17- und U19-Auswahlen. 2008 wurde sie mit GC Cupsieger.
2009 wechselte sie zum FC St. Gallen in die Nationalliga B, mit dem sie nach einer Saison in die Nationalliga A aufstieg und dort noch bis 2014 spielte.
Mit dem Wechsel zu St. Gallen begann sie in Aarau auch bei den Havana Shots Aargau Beachsoccer zu spielen und wurde Teil der Beachsoccernationalmannschaft. Mit den Havanna Shots wurde sie sechsmal Schweizer Meisterin, zweimal Cupsiegerin, gewann 2017 den Euro-Winners-Cup und 2016 das Futsal-Masters.
2016 gehörte Krysl unter anderem zusammen mit Sarah Akanji zu den Gründerinnen der Frauenfussball-Abteilung des FC Winterthur. Bis 2023 war sie die Trainerin der Frauenmannschaft, mit der sie 2021 den Aufstieg in die Nationalliga B meisterte, danach jedoch wieder abstieg und 2023 den direkten Wiederaufstieg schaffte.
Im Sommer 2023 übernahm sie den freigewordenen Job als Nationaltrainerin der Liechtensteinische Fussballnationalmannschaft der Frauen. In Personalunion ist sie auch Ressortleiterin Frauenfussball beim Liechtensteiner Fussballverband.

## Erfolge
- Schweizer Cup: 2008
- Swiss Beach Soccer League: 2011, 2012, 2014, 2016, 2017 und 2019
- Beachsoccer-Schweizer Cup: 2016
- Beachsoccer-Euro-Winners-Cup: 2017
- Futsal-Masters: 2016